# Dólar de Singapura
O dólar de Singapura é a moeda oficial da República de Singapura desde  1967[carece de fontes?]. Está dividido em 100 centavos e o seu código ISO 4217 é SGD. Normalmente é abreviado com o sinal de dólar $ e adicionado a letra S (S$) para distingui-lo das outras moedas também chamadas dólar. A Autoridade Monetária de Singapura emite as notas e moedas do dólar de Singapura.
Em 2016, o dólar de Singapura era a décima segunda moeda mais negociada no mundo por valor. Além do seu uso em Singapura, a moeda também é aceita como "concurso habitual" no Brunei de acordo com o Contrato de Permutação de Moedas entre a Autoridade Monetária de Singapura e a Autoridade Monetária do Brunei Darussalam. Do mesmo modo, o dólar do Brunei também é "habitualmente aceito" em Singapura.